# New World Interactive
New World Interactive LLC (NWI) — американський розробник відеоігор зі штаб-квартирою у Денвері, заснований Ендрю Спіріном і Джеремі Блумом в 2010 році. В 2020 році компанію придбали Embracer Group у рамках угоди за нерозголошену суму, зробивши її дочірньою компанією Saber Interactive.

## Історія
У 2002 році ветеран канадської армії Ендрю Спірін розпочав розробку гри на основі рушія Source від Valve. Відеогра зображала конфлікт між морським корпусом США та повстанськими інсургентами, роблячи акцент на реалізмі та автентичності, та була заснована на його власному військовому досвіді. Три роки потому, у 2005, Джеремі Блум та деякі розробники Red Orchestra приєдналися до Спіріна в розробці цієї модифікації, котра була випущена у 2007 році під назвою Insurgency: Modern Infantry Combat.
У 2010 році Спірін і Блум заснували New World Interactive. Через чотири роки студія випустила Insurgency, окреме продовження Modern Infantry Combat. Гра була добре сприйнята критиками тож після її успіху студія розпочала розробку Day of Infamy, ще одного тактичного шутера, дія якого відбувається під час Другої світової війни та містить деякі нові ігрові механіки. Хоча на початку розробки в 2016 році Day of Infamy планувалася як модифікація для Insurgency, пізніше було вирішено зробити її окремою грою.
У 2018 році New World випустили Insurgency: Sandstorm, пряме продовження оригінальної Insurgency. Це була перша гра студії на Unreal Engine 4, яка використовувала деякі найуспішніші ігрові механіки Day of Infamy та користувалася графічними покращеннями нового рушія. На старті було оголошено про розробку гри на платформах Microsoft Windows, PlayStation 4 та Xbox One, але консольний реліз було відкладено до 2021 року, тоді як ПК-реліз відбувся у грудні 2018 року.
У лютому 2019 року New World Interactive оголосили про своє розширення за допомогою нового студійного підрозділу, відомого як New World North, у місті Калгарі, Альберта. У липні 2019 року NWI Calgary повідомили про найм Майкла Гріллса, що раніше працював у BioWare, на посаду арт-директора, а також Дерека Черкаські на посаду керівника виробництва.
У березні 2020 року було оголошено, що колишній президент компанії Кіт Ворнер займе посаду генерального директора, а засновник Джеремі Блум виконуватиме обов’язки стратегічного та творчого радника.
У серпні 2020 року New World Interactive була придбана Embracer Group на нерозголошених умовах та включена в їх операційний підрозділ Saber Interactive. У грудні 2023 року Saber Interactive повідомили про масові звільнення працівників New World Interactive в рамках загальної реструктуризації холдингу.
У березні 2024 року Saber Interactive була продана новій, заснованій Метью Карчем компанії, Beacon Interactive. Разом із Saber в угоду увійшли їхні численні студії, включно з New World Interactive.

## Розроблені відеоігри
| Рік  | Назва                 | Платформа                                                                  | Видавець               | Дж.    |
| ---- | --------------------- | -------------------------------------------------------------------------- | ---------------------- | ------ |
| 2014 | Insurgency            | Microsoft Windows, MacOS, Linux                                            | New World Interactive  | [ 20 ] |
| 2017 | Day of Infamy         | Microsoft Windows, MacOS, Linux                                            | New World Interactive  | [ 21 ] |
| 2018 | Insurgency: Sandstorm | Microsoft Windows, PlayStation 4, PlayStation 5, Xbox One, Xbox Series X/S | Focus Home Interactive | [ 22 ] |